# MC14500B

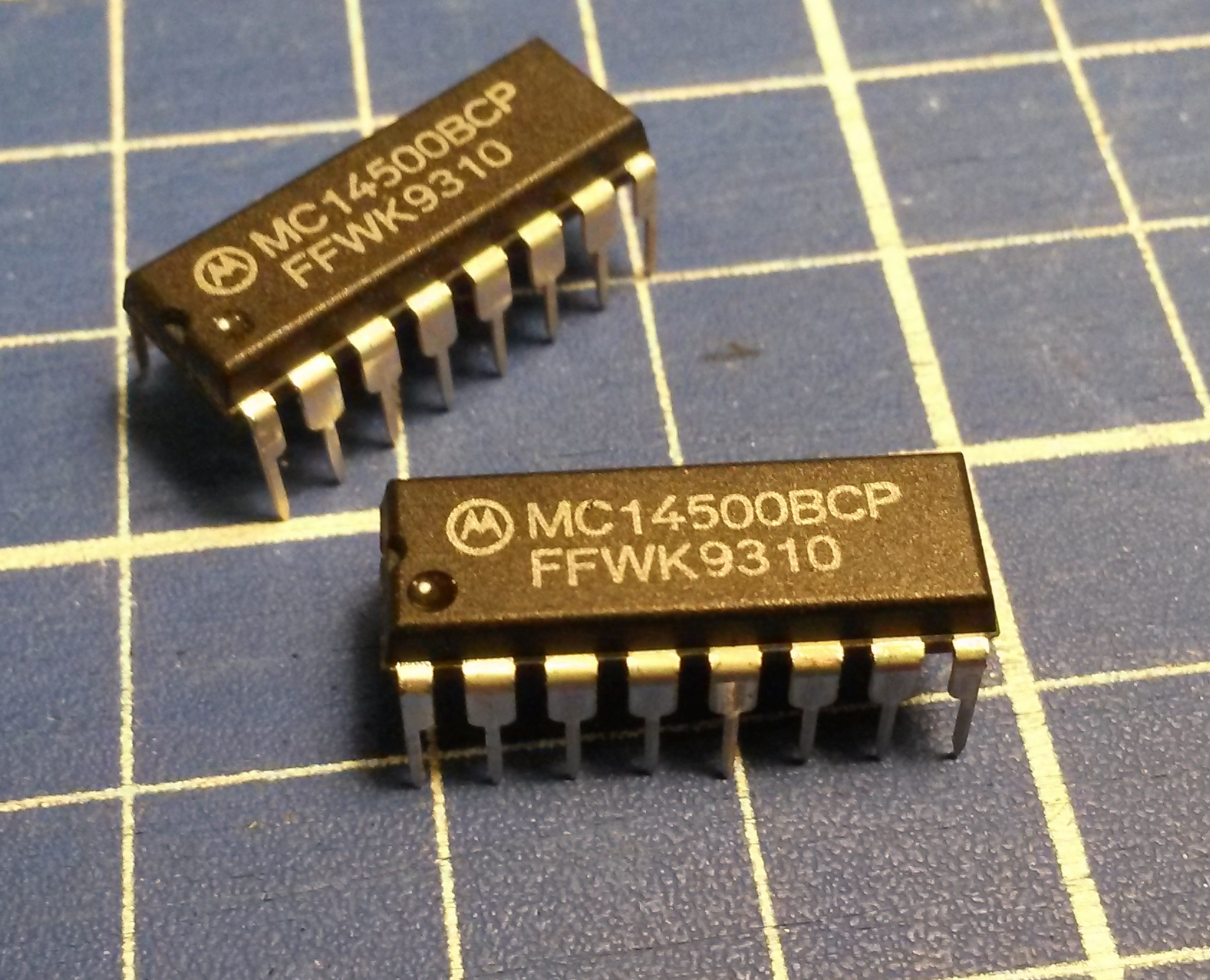
1-bit microprocessor MC14500BCP

MC14500B 産業用制御ユニット（ICU）は、1977年に単純な制御用途のためにモトローラによって設計されたCMOS1ビットマイクロプロセッサである。

## 概要
MC14500B (ICU)は、ラダー・ロジックの実装に最適である。従って、リレーシステムとプログラマブルロジックコントローラを置き換えるために使用することができた。シリアルデータを操作する用途も考慮されていた。
このプロセッサは、1 MHzの周波数で動作する16種類の命令を実装していた 。
MC14500Bは、プログラムカウンタ（PC）を内蔵しておらず、外付けになっており、クロック信号によって駆動される。それ故にメモリの大きさは、外部PCの実装に依存する。
MC14500Bは、1995年まで製造されていた。
ICUのアーキテクチャは、DECのPDP-14コンピューターと似ている。

## 開発者
MC14500B (ICU) は、1970年代中頃にヴァーン・グレゴリー（Vern Gregory）によって考案された。彼がアリゾナ州フェニックスのモトローラ半導体製品部門のマーケティング／アプリケーショングループの技術者として働いていたときのことである。
ブライアン・デランド（Brian Dellande）が、回路とサブルーチン設計を最初に行った。説明書の共同執筆も行った。
レイ・ディ・シルヴェストロ（Ray DiSilvestro）は、ベンチ・テクニシャン（助手的な技術者）であった。
テリー・マラーキー（Terry Malarkey）は、マネージメントを支援した。
テキサス州オースティンのCMOSロジック部門（MC14500Bが作られた場所）において、フィル・スミス（Phil Smith）は、半導体設計者であった。マイク・ハドレイ（Mike Hadley）は、応用製品の支援を行った。

## 派生品
ある品種は、モトローラ・ジャパンによって日本電装のために作られた特注の自動車用チップの中の組み込みコントローラーとして供給された。
I.P.R.S.バネッサ（ルーマニアの国営企業）は、オリジナルのCMOSではなく IIL（Integrated injection logic）という技術でβP14500と命名したMC14500Bのクローンを製造していた。

## 使用例
教育用の WDR-1-Bit-Computer (RAM : 512ビット。LED、I/O、キーボード搭載) は、MC14500Bを搭載したコンピューターの1つである。WDRは西部ドイツ放送 (Westdeutscher Rundfunk) のことである。
PLC14500-Nanoは、MC14500Bを搭載したレトロでありながらも現代的に解釈されたコンピューターの1つである。それはオープンソースハードウェアPL000011としてOpen Source Hardware Association (OSHWA)に認定されているので、その設計を学習し、自由にそれを作ることができる。

## 関連書籍
- US patent 4153942A, Vernon C. Gregory, "Industrial control processor", published 1979-05-08,  assigned to Motorola, Inc. (also: US 05/761,738; DE2801853A1)
- Remmelmann, Alexander, ed. (German), Bit und Byte - Wir bauen einen Computer [Bit and Byte - We build a computer] (TV series (6 parts)), WDR-Schulfernsehen
- “The famous/infamous MC14500” (2005年). 2017年8月3日時点のオリジナルよりアーカイブ。2018年7月18日閲覧。
- “MC14500 and arithmetic” (2008年). 2017年5月20日時点のオリジナルよりアーカイブ。2018年7月18日閲覧。
- “A MC14500 modification” (2008年). 2017年3月20日時点のオリジナルよりアーカイブ。2018年7月18日閲覧。